# Brachtendorf
Brachtendorf ist eine Ortsgemeinde im Landkreis Cochem-Zell in Rheinland-Pfalz. Sie gehört der Verbandsgemeinde Kaisersesch an.

## Geographie
Brachtendorf liegt in der Osteifel. Die nächsten Grundzentren sind Kaisersesch, etwa sieben Kilometer westlich, und Treis-Karden an der Mosel, etwa acht Kilometer südlich des Ortes. Durch die Gemeinde fließt der Brohlbach.

## Geschichte
Der Ort wurde erstmals im Jahre 1189 unter dem Namen „Brachindorp“ urkundlich erwähnt. Spätere Erwähnungen waren „Brathendorf“ (1250), „Brattendorf“ (1252) und „Brachtdorff“ (1592). Bis zum Ende des 18. Jahrhunderts gehörte Brachtendorf landesherrlich zu Kurtrier und war dem Hochgericht Klotten im Amt Cochem zugeordnet. Im Trierer Feuerbuch aus dem Jahr 1563 waren 28 Feuerstellen (Haushalte) in Brachtendorf verzeichnet, 1684 waren es nur neun.
Im Jahr 1794 hatten französische Revolutionstruppen das Linke Rheinufer annektiert, von 1798 bis 1814 gehörte Brachtendorf zum Kanton Cochem im Arrondissement Koblenz des Rhein-Mosel-Departements. Unter der französischen Verwaltung gab es für Brachtendorf insoweit eine Besonderheit, dass diese Gemeinde zu der ansonsten zum Kanton Kaisersesch zugeordneten Mairie Kaisersesch gehörte. Brachtendorf bestand 1808 aus 15 Häusern, in denen 65 Einwohner lebten. Der Munizipalrat (Brachtendorfer Gemeindevertreter in der Mairie Kaisersesch) war der Bürger Fuhrmann.
Aufgrund der Beschlüsse auf dem Wiener Kongress (1815) wurde die Region dem Königreich Preußen zugeordnet. Unter der preußischen Verwaltung kam die Gemeinde Brachtendorf zur Bürgermeisterei Kaisersesch im Kreis Cochem, der zum neuen Regierungsbezirk Koblenz sowie von 1822 an zur Rheinprovinz gehörte.
Seit 1946 ist die Gemeinde Brachtendorf Teil des Landes Rheinland-Pfalz, seit 1968 gehört sie der Verbandsgemeinde Kaisersesch an und seit 1969 zum Landkreis Cochem-Zell.
Statistik zur Einwohnerentwicklung
Die Entwicklung der Einwohnerzahl von Brachtendorf, die Werte von 1871 bis 1987 beruhen auf Volkszählungen:
| Jahr | Einwohner |
| 1815 | 83        |
| 1835 | 133       |
| 1871 | 165       |
| 1905 | 188       |
| 1939 | 210       |

| Jahr | Einwohner |
| 1950 | 203       |
| 1961 | 221       |
| 1970 | 261       |
| 1987 | 217       |
| 2005 | 281       |

## Politik

### Gemeinderat
Der Gemeinderat in Brachtendorf besteht aus sechs Ratsmitgliedern, die bei der Kommunalwahl am 9. Juni 2024 in einer Mehrheitswahl gewählt wurden, und dem ehrenamtlichen Ortsbürgermeister als Vorsitzendem.

### Bürgermeister
Peter Bleser (CDU) wurde am 1. Juli 2024 Ortsbürgermeister von Brachtendorf. Da bei der Direktwahl am 9. Juni 2024 kein Wahlvorschlag eingereicht wurde, oblag die Neuwahl gemäß rheinland-pfälzischer Gemeindeordnung dem Rat der Gemeinde. Dieser wählte auf seiner konstituierenden Sitzung einstimmig Peter Bleser zum Bürgermeister.
Blesers Vorgänger Eike Gries hatte das Amt am 2. September 2019 übernommen. Bei der Wiederholungswahl am 25. August 2019 war er mit einem Stimmenanteil von 63,58 % für fünf Jahre gewählt worden. Diese Abstimmung wurde notwendig, da bei der Direktwahl am 26. Mai 2019 kein Bewerber gewählt wurde. Der Vorgänger von Gries, Leo Kaiser, hatte das Amt von 1999 bis 2019 ausgeübt.

## Kultur

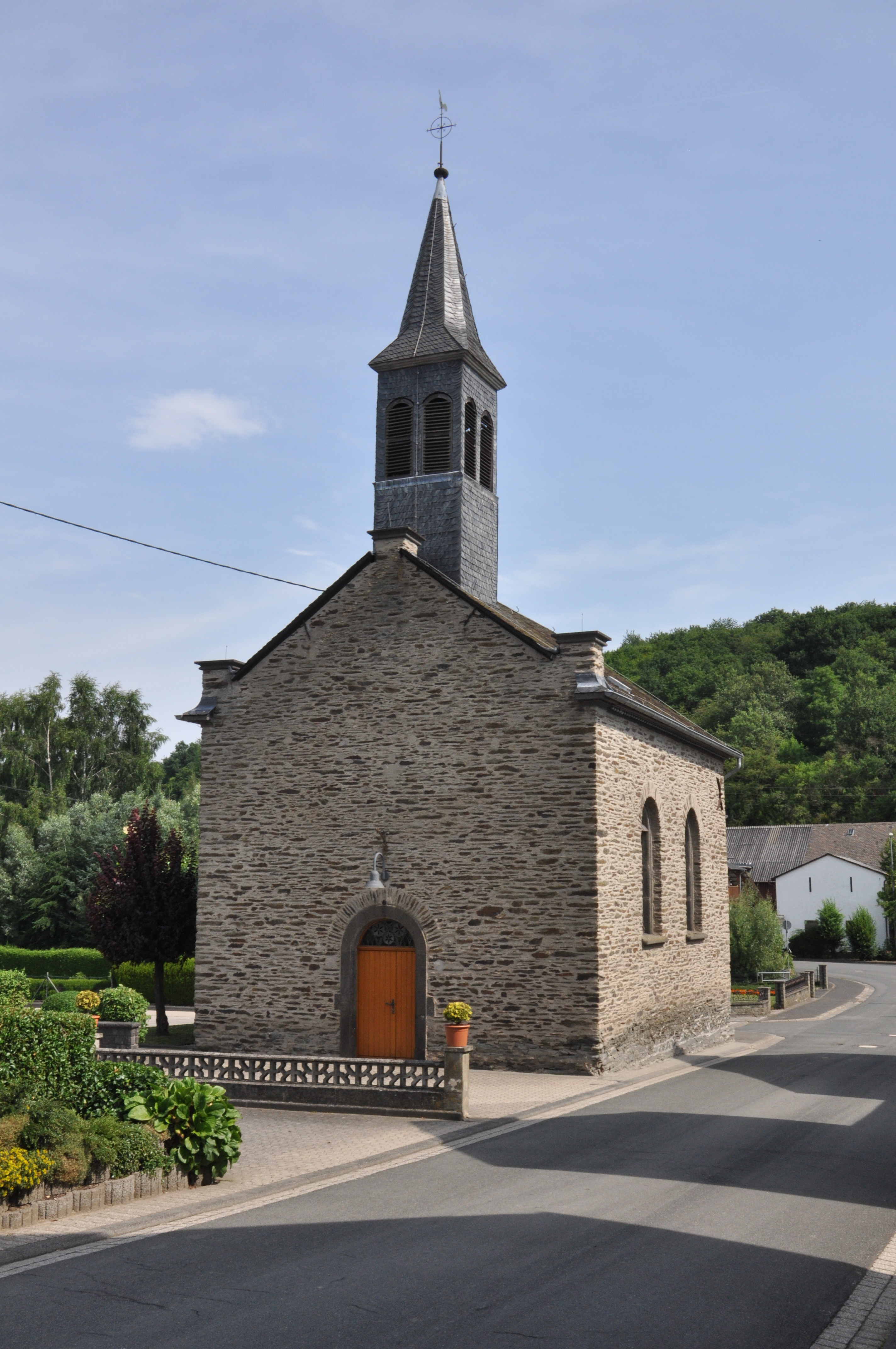
Brachtendorf, St. Lambertus

Bereits in den frühen 1930er Jahren schrieb der damalige Dorfschullehrer Siebenborn das folgende Gedicht:
Brachtendorf im Tal gelegen,

an des Brohlbachs muntrem Lauf.

Sanfte Hügel Dich umhegen,

liebend fällt mein Blick darauf.

## Öffentliche Einrichtungen
In Brachtendorf gibt es verschiedene Gebäude, die die ganze Gemeinde nutzen kann. Zum einen gehört dazu die Schützenhalle, in der regelmäßig der Spielmannszug sowie der Verein der Schützenbruderschaft proben. Außerdem ist die große Halle in Brachtendorf ein beliebter Ort für Geburtstags- und andere Feiern. Das Brachtendorfer Feuerwehrhaus wird neben seinem Zweck als Unterbringung des Feuerwehrfahrzeugs für die Durchführung von Festen (z. B. Dorffest, Sportfest, Kirmes) benutzt.

## Persönlichkeiten
- Peter Bleser (* 1952), deutscher Politiker (CDU), 1990–2021 MdB